# Neuwiese (Weidenberg)
Neuwiese ist ein Gemeindeteil des Markts Weidenberg im Landkreis Bayreuth (Oberfranken, Bayern). Neuwiese liegt in der Gemarkung Lessau.

## Geografie
Die Einöde liegt am Fuße der Winterleite (492 m ü. NHN, 0,7 km nordöstlich). Unmittelbar nördlich verläuft die Bahnstrecke Weiden–Bayreuth. Im Süden fließt der Würgersbach, ein rechter Zufluss der Ölschnitz. Ein Anliegerweg führt nach Flurhof (0,2 km nordwestlich) bzw. nach Gebhardtshof (0,3 km östlich).

## Geschichte
Neuwiese wurde in der ersten Hälfte des 19. Jahrhunderts auf dem Gemeindegebiet von Lessau gegründet. Am 1. Januar 1972 wurde Neuwiese im Zuge der Gebietsreform in Bayern nach Weidenberg eingemeindet.

### Einwohnerentwicklung
| Jahr      | 001861 | 001871 | 001885 | 001900 | 001925 | 001950 | 001961 | 001970 | 001987 |
| Einwohner | 8      | 6      | 4      | 6      | 6      | 5      | 3      | 4      | 3      |
| Häuser    |        |        | 1      | 1      | 1      | 1      | 1      |        | 1      |
| Quelle    | [ 9 ]  | [ 10 ] | [ 11 ] | [ 12 ] | [ 13 ] | [ 14 ] | [ 15 ] | [ 16 ] | [ 1 ]  |

## Religion
Neuwiese ist evangelisch-lutherisch geprägt und nach St. Laurentius (Neunkirchen am Main) gepfarrt.